# Cap Espenberg

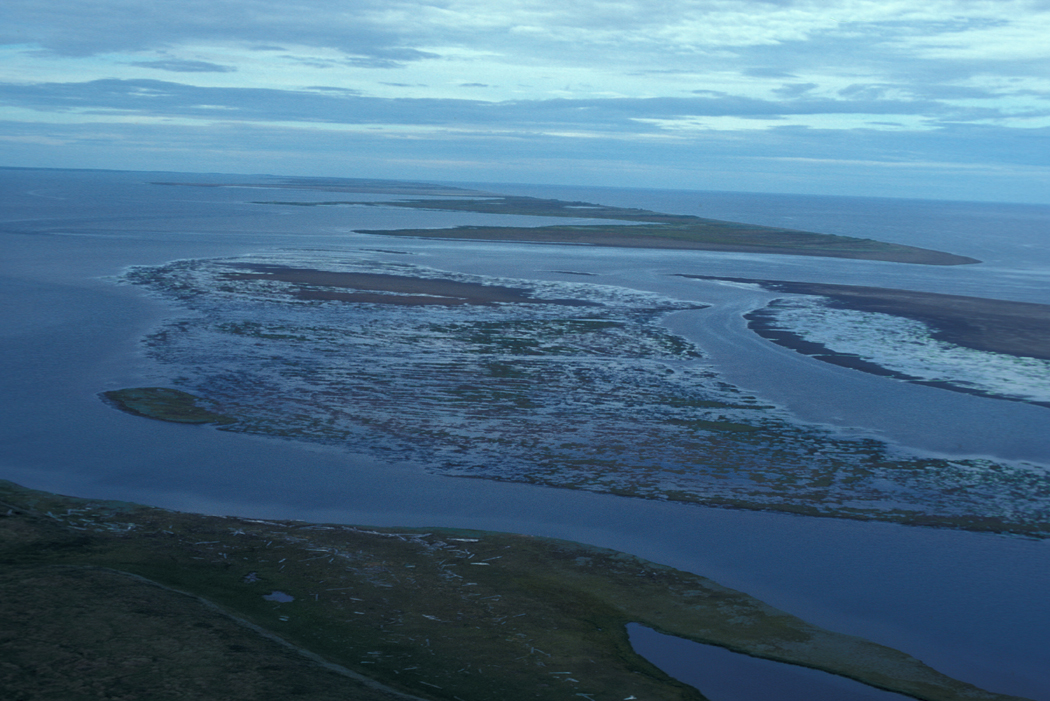
Cap Espenberg, Alaska.

Le Cap Espenberg se trouve dans la péninsule de Seward, en Alaska.
De nombreuses recherches archéologiques y ont lieu,,.